# The Whole Love
Albums de Wilco
Wilco
(2009) Star Wars
(2015)
The Whole Love est le huitième album du groupe de rock alternatif américain Wilco, il est sorti en 2011. C'est le premier album pour leur propre label dBpm.

## Titres
Toutes les chansons sont écrites et composées par Jeff Tweedy, sauf indication contraire.
| No  | Titre                                                 | Auteur          | Durée |
| --- | ----------------------------------------------------- | --------------- | ----- |
| 1.  | Art of Almost                                         |                 | 7:16  |
| 2.  | I Might                                               |                 | 4:01  |
| 3.  | Sunloathe                                             |                 | 3:19  |
| 4.  | Dawned on Me                                          | Sansone, Tweedy | 3:43  |
| 5.  | Black Moon                                            |                 | 3:56  |
| 6.  | Born Alone                                            | Sansone, Tweedy | 3:55  |
| 7.  | Open Mind                                             |                 | 3:40  |
| 8.  | Capitol City                                          |                 | 4:03  |
| 9.  | Standing O                                            |                 | 3:29  |
| 10. | Rising Red Lung                                       |                 | 3:09  |
| 11. | Whole Love                                            | Sansone, Tweedy | 3:49  |
| 12. | One Sunday Morning (Song for Jane Smiley's Boyfriend) |                 | 12:03 |

## Musiciens
- Matt Albert - viole, violon
- Nels Cline - dobro, guitares, ukulele
- Mikael Jorgensen - claviers, piano, synthétiseur, wurlitzer
- Glenn Kotche - batterie, percussions
- Patrick Sansone - glockenspiel, guitare mellotron, orgue, percussions, piano, tambourin, ukulele, vibraphone, chant
- John Stirratt - basse
- Jeff Tweedy - guitare, chant